# Corfe
Corfe est un village et une paroisse civile du Somerset en Angleterre.

## Géographie
Corfe est situé aux pieds des Blackdown Hills à 6,4 km au sud de Taunton dans le district de Somerset West and Taunton. Le village compte, au recensement de 2011, 253 habitants. 